# Hull (fiume)

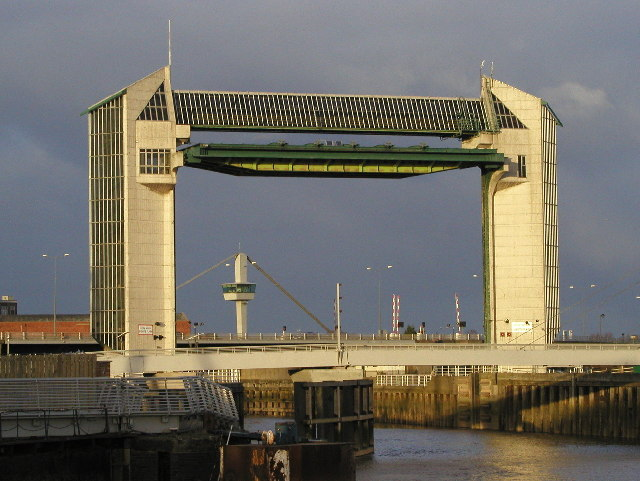
Barriere per la marea del fiume Hull allo sbocco del fiume nell'estuario dell'Humber.

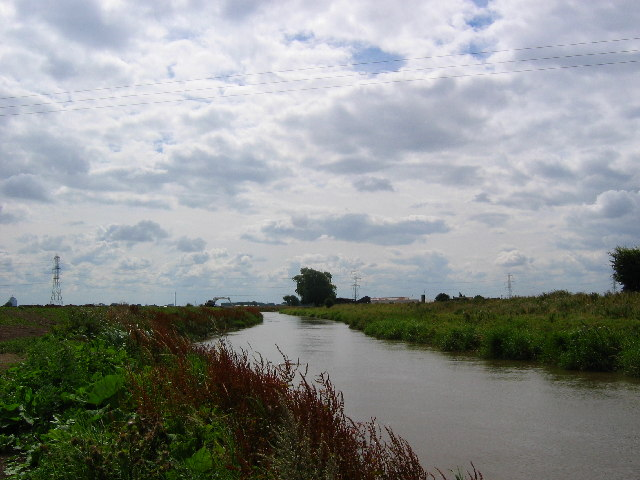
Il fiume Hull a Wawne

L'Hull è un corso d'acqua navigabile nella provincia dell'East Riding of Yorkshire, nel nord dell'Inghilterra.
Nasce nelle Yorkshire Wolds. È navigabile dalla confluenza col canale Driffield Navigation ad Aike Beck, e continua lungo altre confluenze coi Leven Canal, Arram Beck e Beverly Beck. S'immette poi nell'estuario dell'Humber nel centro della cittadina di Kingston upon Hull.
Qui attraversa l'area industriale ed infatti vi sono stati costruiti parecchi ponti mobili. Questi continuano a causare ritardi nel traffico durante le alte maree, sebbene il traffico fluviale sia diminuito.
Ci sono progetti per costruire uno sbarramento allo sbocco dell'Hull nell'estuario dell'Humber per mantenere costante il livello idrico all'interno della città.

## Ponti
I ponti attraversanti il fiume Hull nell'area di Kingston upon Hull (cittadina) sono i seguenti:
- ponte pedonale per il The Deep
- Myton Bridge sulla Garrison Road A63
- Drypool Bridge
- North Bridge Grade II Listed 1994
- Scott Street Bridge Grade II listed 1994 (sempre aperto a causa di un vecchio problema idraulico)
- Sculcoates Bridge Grade II listed 1994 (il più vecchio ponte della città)
- Wilmington Swing Bridge Grade II Listed (precedentemente ferroviario, ora ciclopedonale). Costruito dalla North Eastern Railway nel 1907.
- River Hull Railway Bridge Grade II Listed 1994 Costruito dalla Hull and Barnsley Railway nel 1885, ancora in uso pei treni merci.
- Stoneferry Bridges
- Sutton Road Bridge
- Ennerdale Link Bridges sulla Raich Carter Way. I ponti più recenti, che rimpiazzano una precedente galleria che s'era allagata.